# Адміралтієць (футбольний клуб)
Футбольний клуб «Адміралтієць» (рос. Футбольный клуб «Адмиралтеец») — колишній радянський футбольний клуб з Ленінграда, що існував у 1947—1962 роках.

## Історія
Заснований у 1947 році як команда Адміралтейського заводу під назвою «Суднобудівник». Протягом 1949—1957 років носив назву «Авангард». У 1958 році після виходу до Класу «А» був перейменований в «Адміралтієць». Припинив існування в 1962 році, поступившись своїм місцем в класі «А» іншій ленінградській команді — «Динамо».
У 1958—1962 роках виступав у Класі А Чемпіонату СРСР.

### Історія назв
- 1947—1949: Суднобудівник;
- 1949—1957: Авангард;
- 1957—1962: Адміралтієць.

## Досягнення
- Перша ліга СРСР
  - Чемпіон: 1957, 1959.